# بریلیون (ویسکانسین)
بریلیون، ویسکانسین  (به انگلیسی: Brillion) شهری در شهرستان کلومت ایالت ویسکانسین است که در سال ۱۹۴۴ بنیان‌گذاری شده‌است. این شهر طبق سرشماری سال ۲۰۱۰ میلادی ۳٬۱۴۸ نفر جمعیت داشته‌است.

## نگارخانه

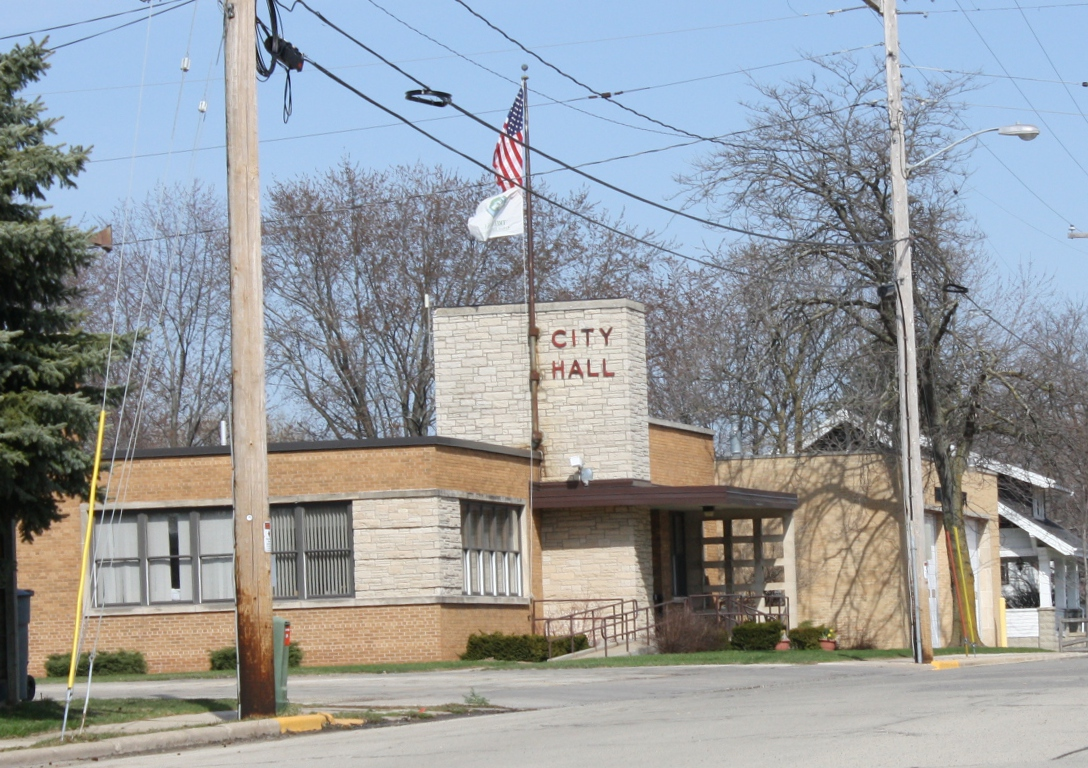
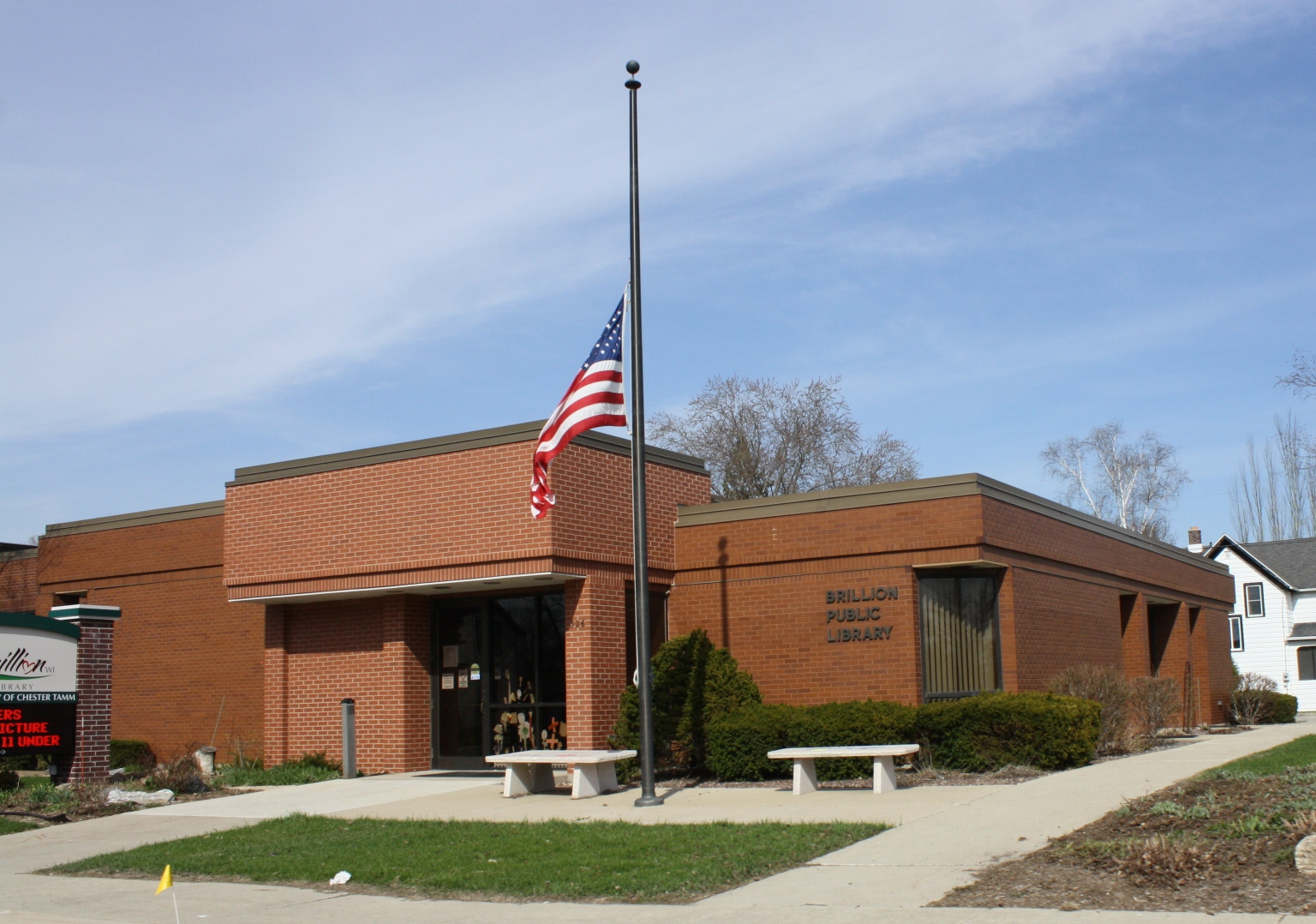
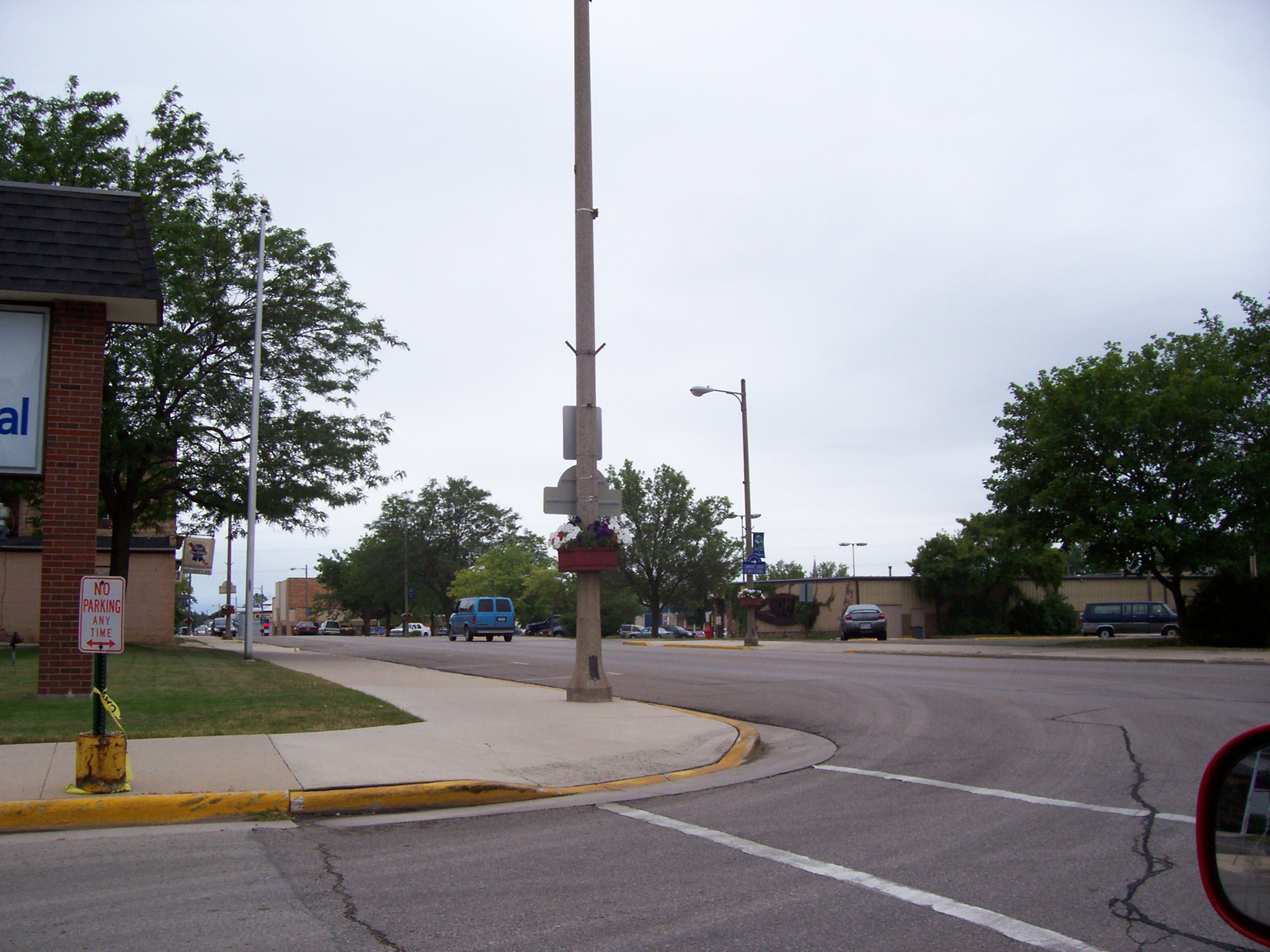
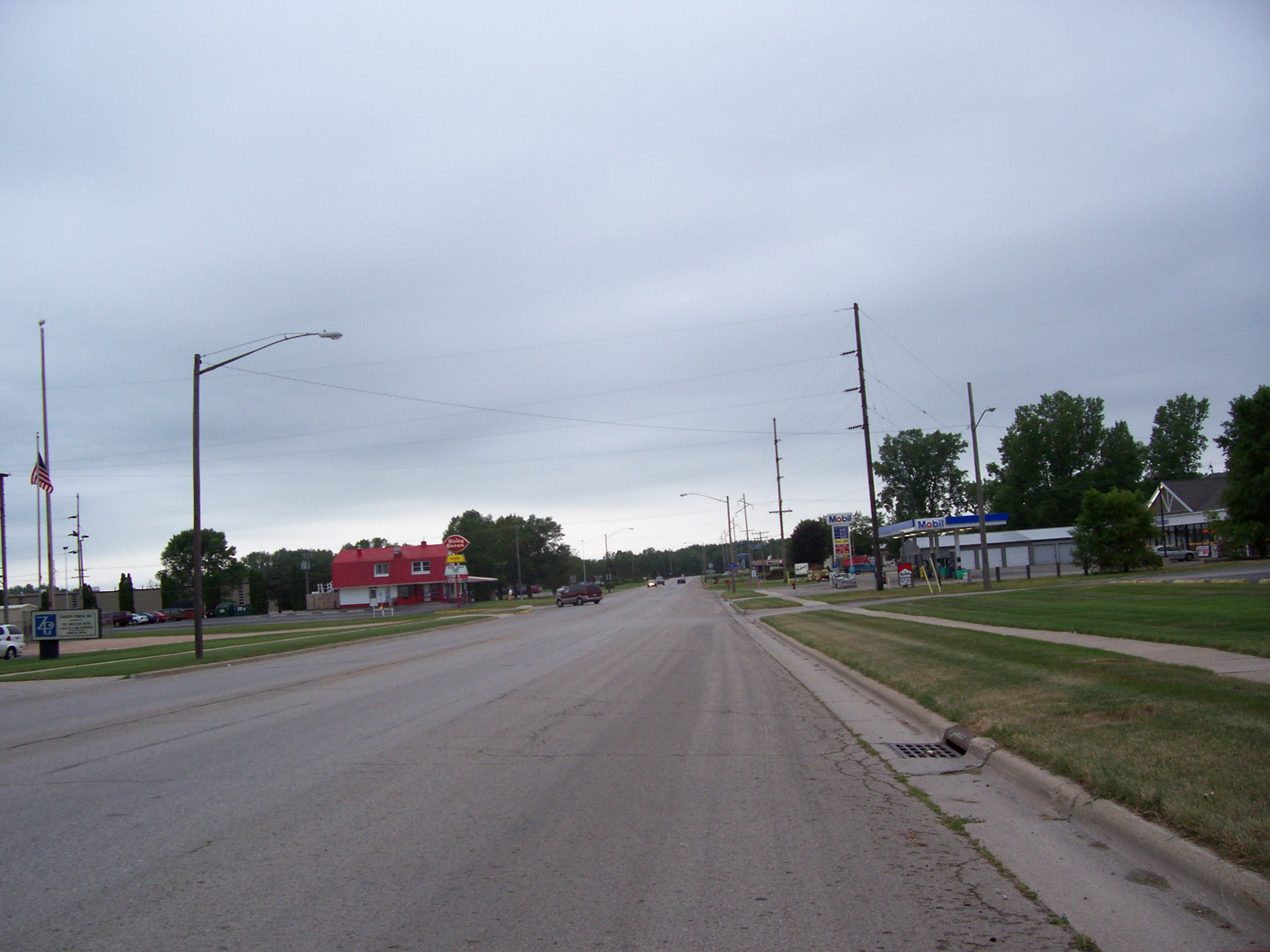
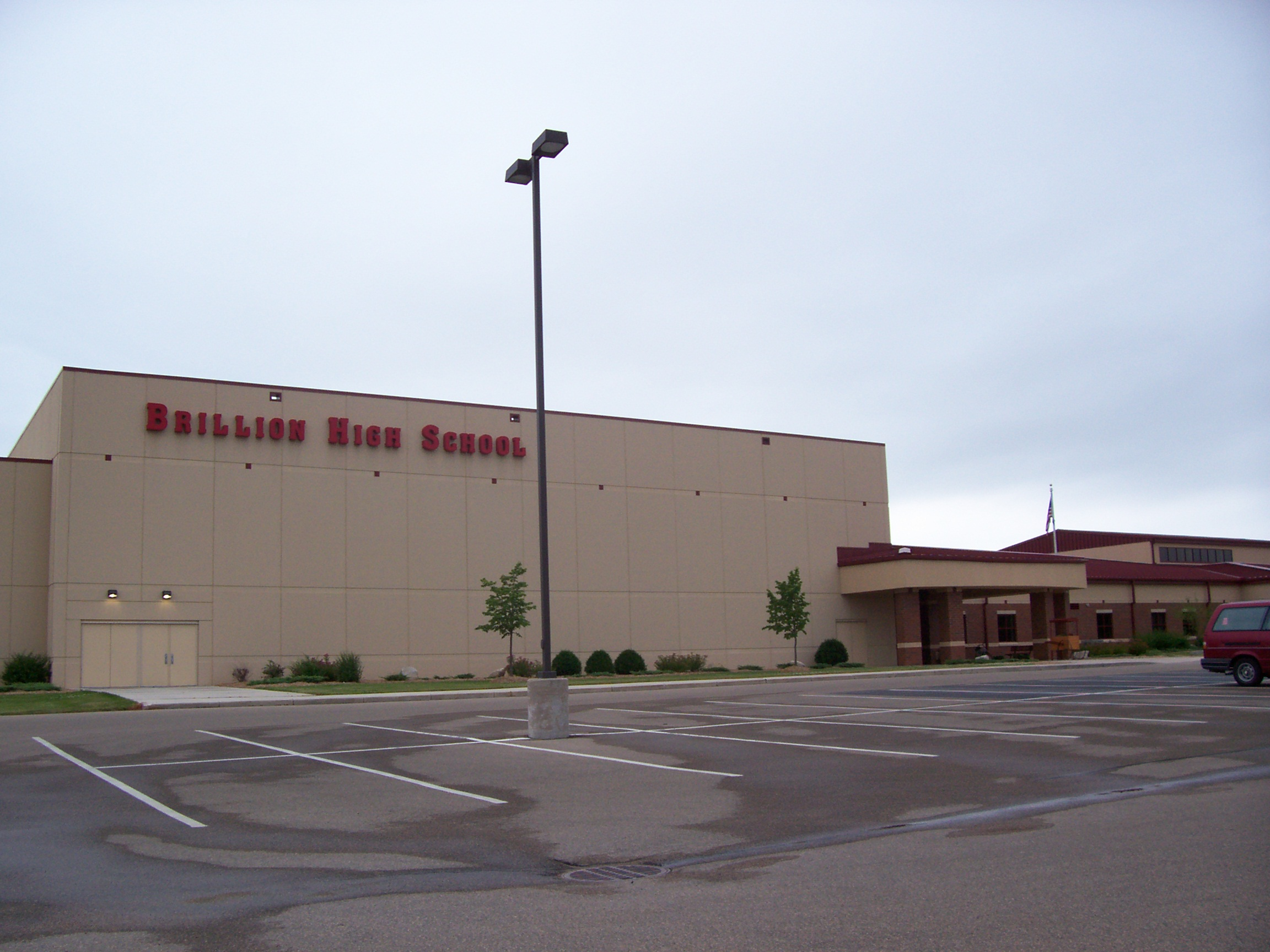